# Ehecatl

Ehecatl im Codex Borbonicus

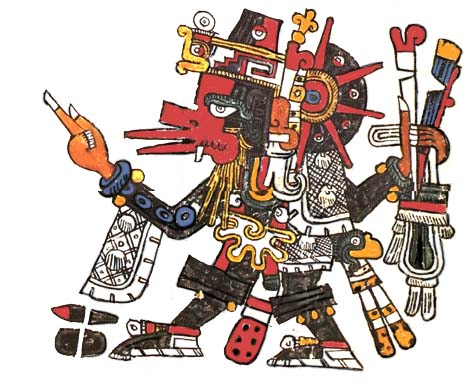
Quetzalcoatl mit den Attributen Ehecatls im Codex Borgia

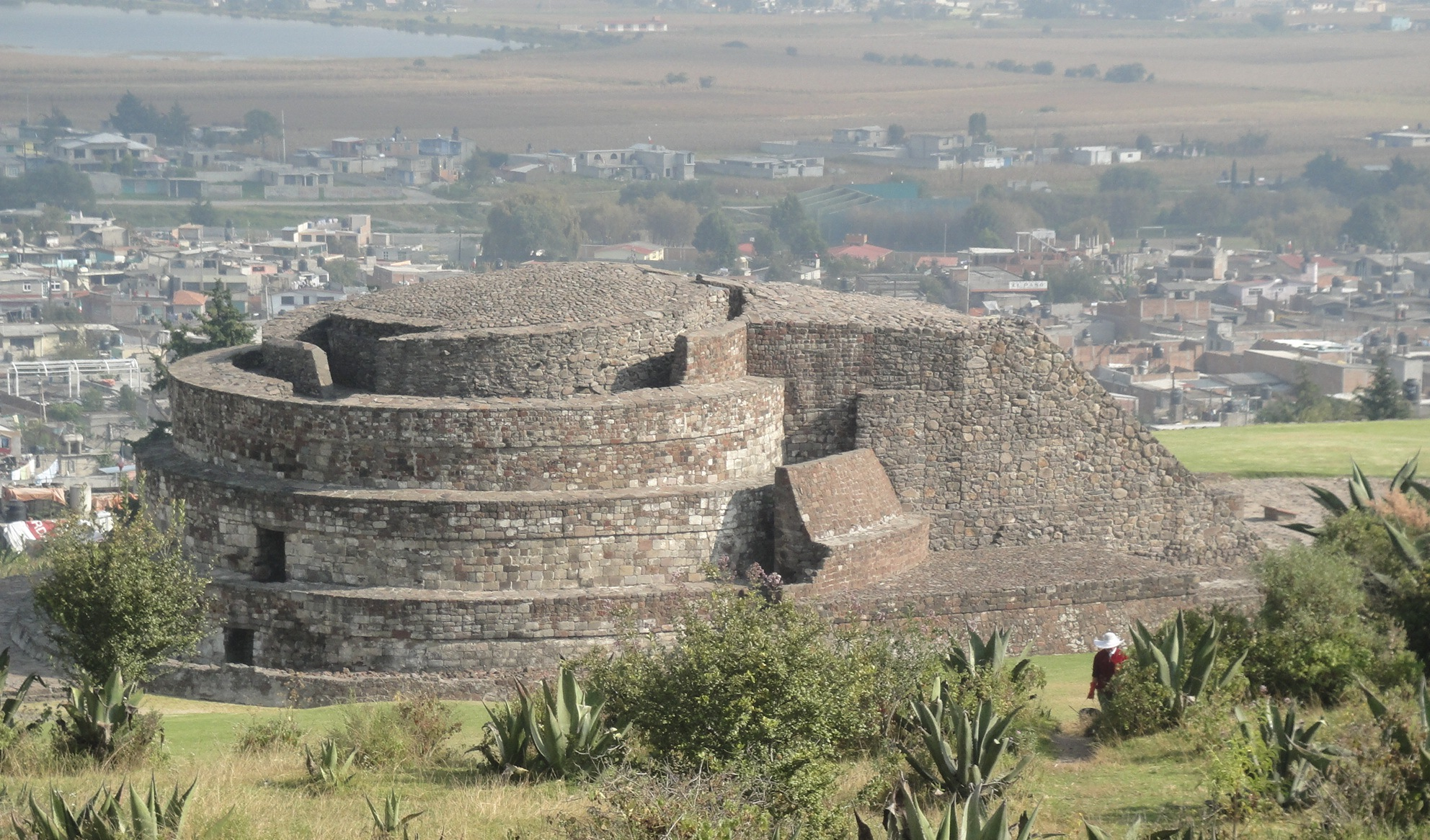
Rundpyramide von Calixtlahuaca

Ehecatl war in der aztekischen Mythologie und den Mythologien anderer präkolumbianischer Kulturen Mittelamerikas eine besondere Erscheinungsform des Schöpfergottes Quetzalcoatl, der anderen Ortes auch als Gott der Gelehrsamkeit bezeichnet wird und der den Dingen Leben einhauchen konnte.

## Mythologie
Ehecatl war dem Westen, also der untergehenden Sonne, zugeordnet. Er war der Herrscher des Zeitalters der Zweiten Sonne (Vier-Wind), das in einem Wirbelsturm unterging. Er war es auch, der durch seinen Atem die Sonne, die zunächst bewegungslos am Himmel stand, in Bewegung setzte und die Wege des Regengottes Tlaloc freiblies. Als Ehecatl sich in das Mädchen Mayahuel verliebte, verlieh er den Menschen die Fähigkeit zu lieben, damit Mayahuel seine Liebe erwidern konnte.

## Darstellung
In seiner Erscheinungsform als Ehecatl wurde Quetzalcoatl mit Bart und Schnabelmaske dargestellt. Ehecatl spielte auch in den Schöpfungsmythen der Azteken eine Rolle.

## Kultstätten Ehecatls
Tempel, die Ehecatl geweiht waren, waren zylindrisch und standen auf runden, abgestuften Unterbauten. Somit boten sie dem Wind keine Angriffsfläche. Nahezu jede größere Stadt des zentralmexikanischen Hochlands verfügte über ein Heiligtum zu Ehren des Gottes.
- Cuicuilco
- Calixtlahuaca
- Ixtlán del Río
- Zultepec